# Deutsche Schwimmmeisterschaften 1889
Die 7. Deutschen Meisterschaften im Schwimmen fanden am 25. August 1889 in Hamburg statt. Es wurde eine Strecke von 1500 m geschwommen. Sieger wurde Wilhelm Röhrs von Triton Hamburg mit einer Zeit von 27:18 Minuten, zwei weitere Schwimmer gaben den Wettbewerb auf.
| Disziplin       | Name          | Verein         | Zeit      |
| --------------- | ------------- | -------------- | --------- |
| 1500 m Freistil | Wilhelm Röhrs | Triton Hamburg | 27:18 min |